# Yann Perrin
Yann Perrin (* 1. August 1985 in Épinal) ist ein ehemaliger französischer Squashspieler. 

## Karriere
Yann Perrin war von 2005 bis 2013 auf der PSA World Tour aktiv. Seinen einzigen Karrieretitel gewann er im Februar 2010 im Iran. Seine höchste Ranglistenplatzierung war Rang 54 im Juni 2010. Bei Europameisterschaften wurde er 2009, 2011 und 2012 dreimal Vizemeister mit der französischen Nationalmannschaft. Bei der Weltmeisterschaft 2008 qualifizierte er sich erstmals für das Hauptfeld, im Jahr darauf war er direkt qualifiziert. Beide Male schied er in der ersten Runde aus.

## Erfolge
- Vizeeuropameister mit der Mannschaft: 3 Finalteilnahmen (2009, 2011, 2012)
- Gewonnene PSA-Titel: 1